# Вишня несправжня
Prunus pseudocerasus (слива  несправжньо-вишнева, вишня несправжня, вишня несправжньо-вишнева, китайська вишня) — вид квіткових рослин із підродини мигдалевих (Amygdaloideae).

## Біоморфологічна характеристика
Це листопадне дерево чи кущ, 2–8 метрів у висоту. 

## Поширення, екологія
Ендемік Китаю.

## Використання
Рослина часто культивується, особливо в Китаї, заради їстівних плодів. Використовується також як підщепа для культурної вишні. Плоди вживають сирими чи приготовленими; вони вишнеподібні, великі й солодкі. Квіти солять і вживають як чай. З листя можна отримати зелений барвник. З плодів можна отримати барвник від темно-сірого до зеленого.

## Галерея

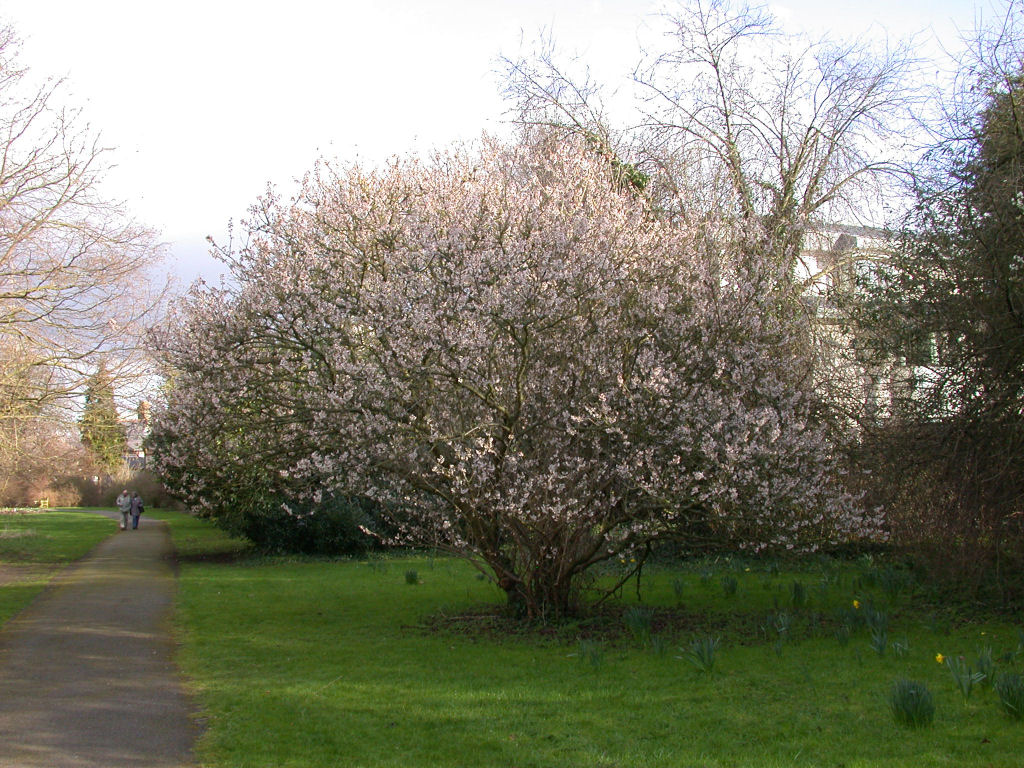
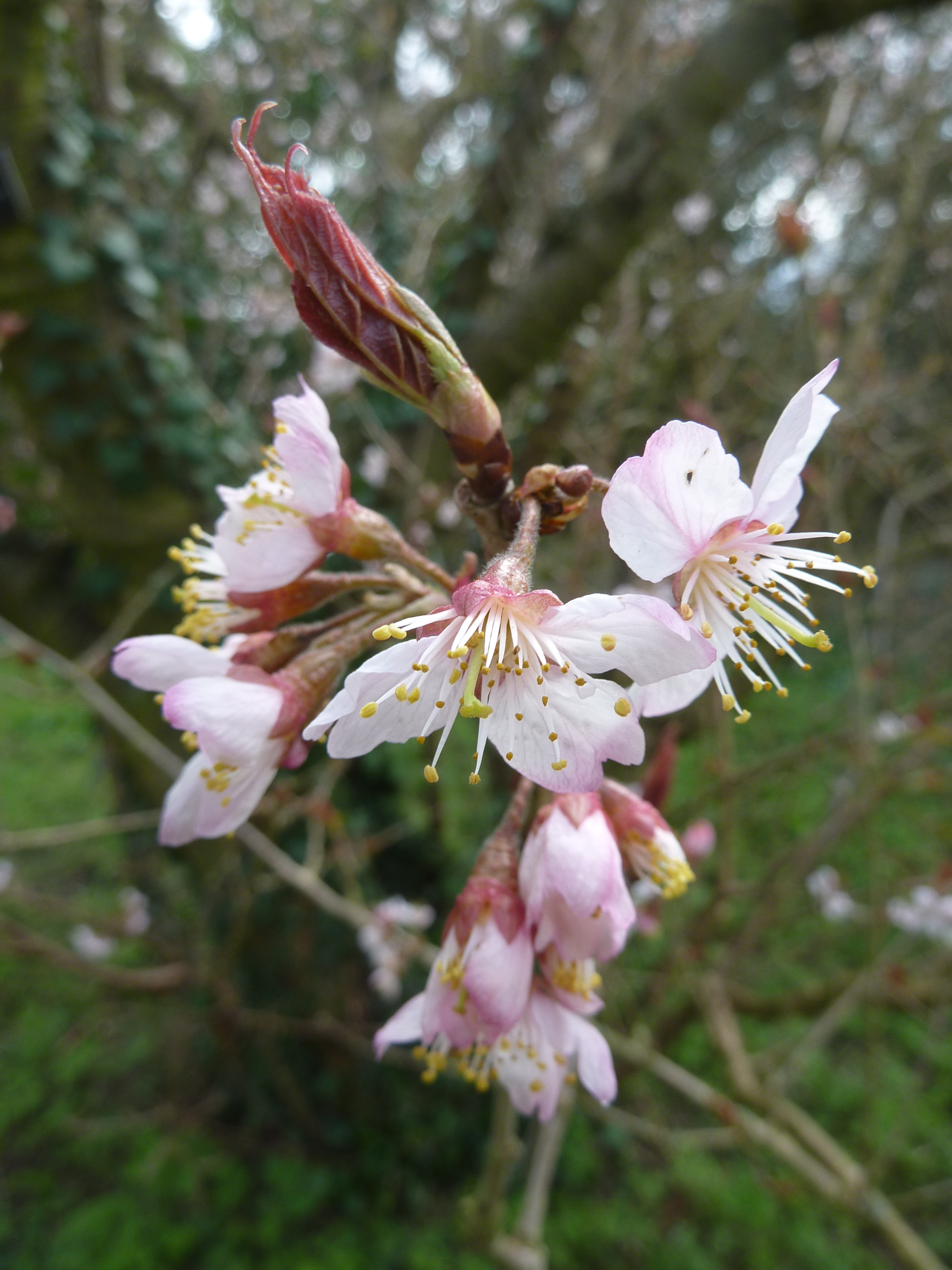